# Portador del Abanico a la derecha del Rey
| G47 | S37 | Hr · Z1 | R14 | a · n | M23 |

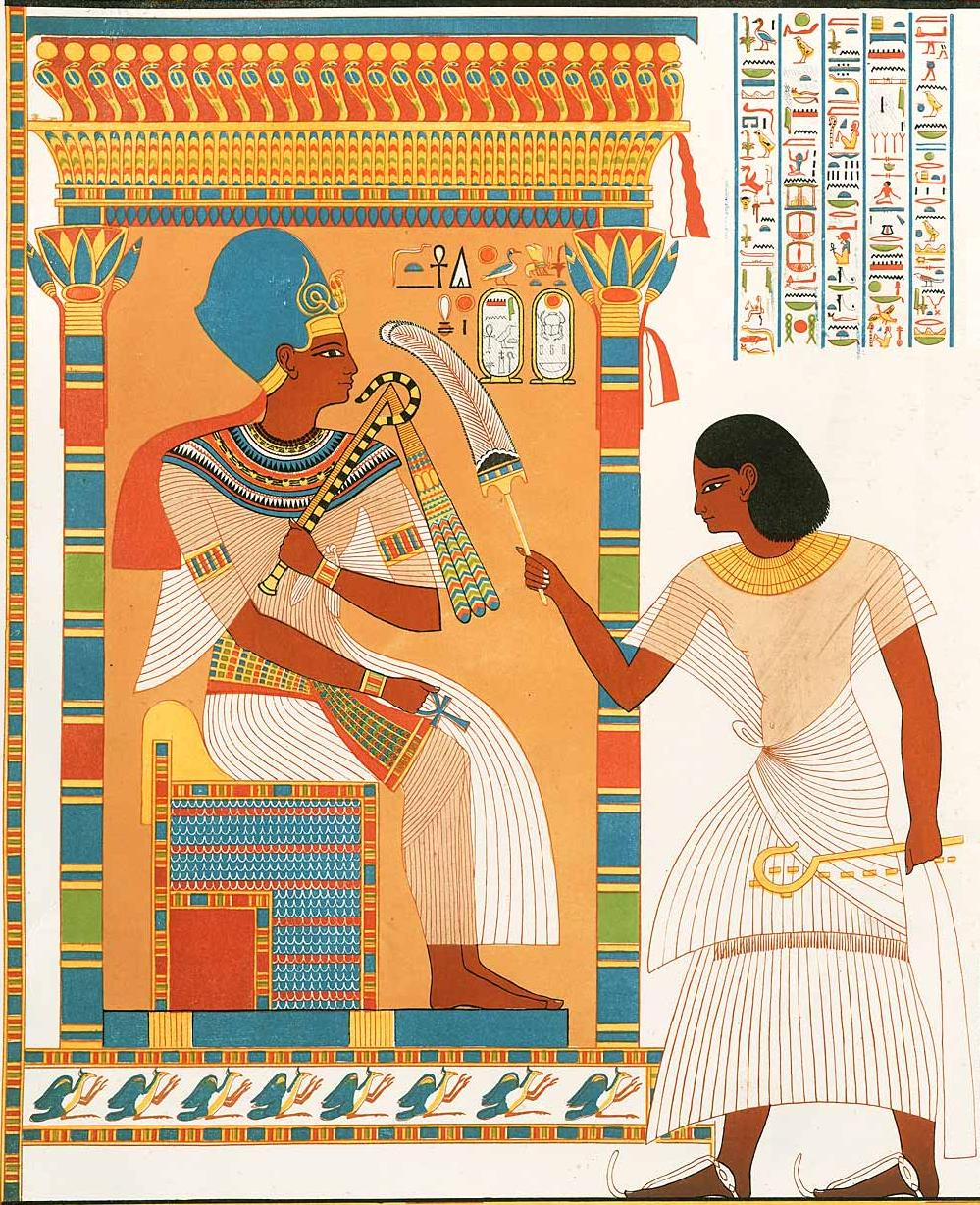
El virrey de Kush Amenhotep llamado Huy ante Tutankamón, con una larga pluma que indica su rango como portador del abanico.

Portador del Abanico a la derecha del Rey, a veces también se traduce como Portador del abanico en la Mano Derecha del Rey - o ṯa(.y)-ḫw ḥr wnmy n nsw es un término usado para describir el rango de un cortesano del Antiguo Egipto.
El título implica una muy estrecha relación personal u oficial con el faraón. Durante la época de Amenofis II y Tutmosis IV, el título estaba en manos de funcionarios tales como el virrey de Kush, el mayordomo del rey y de varios tutores. Escenas muestran a los titulares del cargo abanicando con una sola pluma.